# 达伦·巴伯
达伦·巴伯（英語：Darren Barber，1968年12月26日—），加拿大男子赛艇运动员。他曾代表加拿大参加1992年和1996年夏季奥林匹克运动会赛艇比赛，其中1992年奥运会获得一枚金牌。